# アルミナイジング
アルミナイジング (aluminizing) は、鉄鋼に行う防食処理法の1つであり、母材表面にアルミニウムを被覆することである。
鉄鋼素材の表面をアルミニウムで覆うことで、耐酸化性や耐硫化性を高める処理を指し、この処理を施された鋼材は「アルミナイズド鋼」(Aluminized steel) と呼ばれる。
JISでは『表面にアルミにウムを富化させる目的で、鉄鋼製品に適用される熱化学処理』『備考：鉄鋼の耐熱性及び耐食性を向上させる。フェロアルミニウムなどの粉末による方法をカロライジング (calorizing) ともいう』とされている。本項目では「カロライジング」は扱わない。

## 処理法
アルミナイジングでは、鉄鋼素材を純アルミニウム、またはアルミニウム合金のいずれかに浸漬して表面への被覆処理を行い、フラックスの有無や仕上がりの良さ、処理能力と経済性などから以下の方法がある。

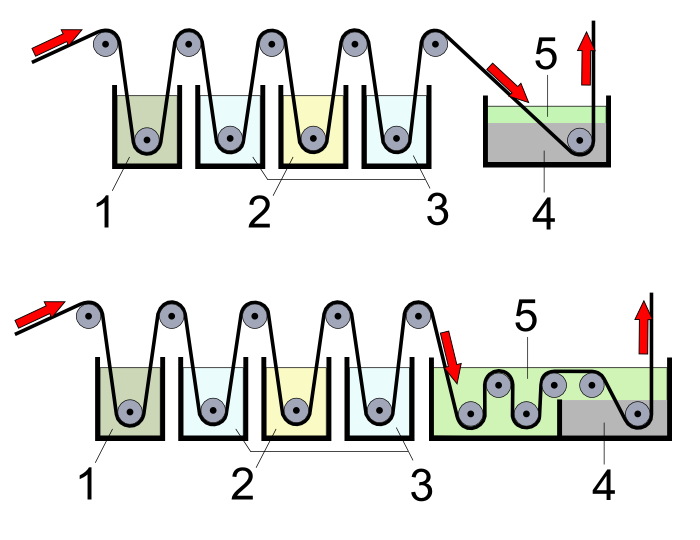
1浴法(上)と2浴法(下)
1.脱脂槽 2.塩酸槽 3.水洗槽 4.溶融アルミニウム 5.溶融フラックス

- 1浴法
- 2浴法
- 2段法
- ゼンジマー法[2]

### フラックスを使用する方法
1浴法や2浴法では、フラックスを使用することで素材の酸化膜除去と酸化防止を行う。
1浴法
1浴法では溶融フラックスと溶融アルミニウムの2層が1つの槽に満たされており、素材がフラックスに触れるのは短時間である。フラックスには、塩化カリウム (KCl)、塩化ナトリウム (NaCl)、塩化リチウム (LiCl)、塩化亜鉛 (ZnCl2)、塩化カルシウム (CaCl2)、フッ化ナトリウム (NaF)、フッ化アルミニウム (AlF3) などの混合塩が用いられる。フラックスの劣化を管理するのに手間がかかる。
2浴法
2浴法では溶融フラックスの接触時間が長くなるよう連続した槽が配置される。フラックスには、塩化亜鉛単独や塩化亜鉛と塩化リチウムの混合物といった簡単な組成のものが用いられ、比較的、劣化が少ない。

#### フラックス
| 成分(mass%) |       |       |          |
| KCl         | LiCl  | NaCl  | フッ化物 |
| 50          | 40    |       | 10       |
| 44          | 36    | 10    | 10       |
| 45          | 36    |       | 19       |
| 40          | 32    |       | 28       |
| 28-30       | 20-30 | 28-32 | 10-20    |

### 2段法
2段法では素材に亜鉛や錫などをめっきしてから溶融アルミニウム槽に浸漬する。

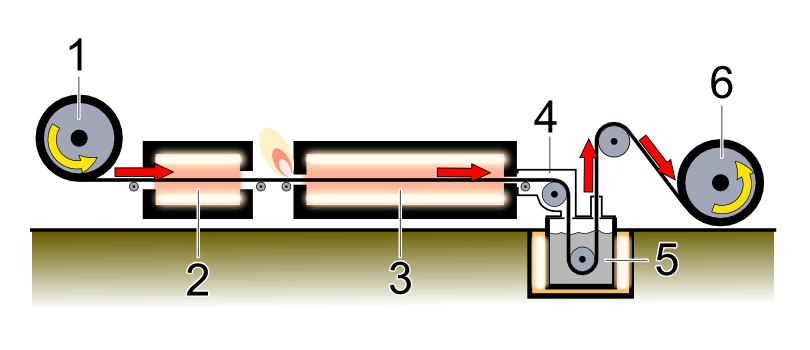
ゼンジマー法
1.素材コイル 2.予熱炉 3.還元炉 4.還元雰囲気 5.溶融アルミニウム槽 6.巻取りコイル

### ゼンジマー法
ゼンジマー法 (Sendzimir process) ではフラックスを使用せず、還元炉によって素材表面が還元され、無酸化または還元雰囲気中で溶融アルミニウム槽に浸漬される。フラックスによる腐食問題が回避できる。